# Patratu
Patratu é uma vila no distrito de Hazaribag, no estado indiano de Jharkhand.

## Geografia
Patratu está localizada a 23° 40′ N, 85° 17′ L. Tem uma altitude média de 405 metros (1328 pés).

## Demografia
Segundo o censo de 2001, Patratu tinha uma população de 32 132 habitantes. Os indivíduos do sexo masculino constituem 54% da população e os do sexo feminino 46%. Patratu tem uma taxa de literacia de 70%, superior à média nacional de 59,5%: a literacia no sexo masculino é de 79% e no sexo feminino é de 61%. Em Patratu, 13% da população está abaixo dos 6 anos de idade.